# Cruéjouls
Cruéjouls ist eine ehemalige französische Gemeinde mit 406 Einwohnern (Stand 1. Januar 2022) im Département Aveyron in der Region Okzitanien. 
Mit Wirkung vom 1. Januar 2016 wurde sie mit den Gemeinden Coussergues und Palmas zu einer Commune nouvelle mit dem Namen Palmas d’Aveyron zusammengeschlossen. In der neuen Gemeinde besitzt sie den Status einer Commune déléguée.

## Lage
Nachbarorte sind Gabriac im Nordwesten, Lassouts im Norden, Sainte-Eulalie-d’Olt im Nordosten, Pierrefiche im Südosten, Coussergues im Süden und Palmas und Bertholène im Südwesten.

## Bevölkerungsentwicklung
| Jahr      | 1962 | 1968 | 1975 | 1982 | 1990 | 1999 | 2008 | 2013 |
| --------- | ---- | ---- | ---- | ---- | ---- | ---- | ---- | ---- |
| Einwohner | 469  | 443  | 411  | 364  | 325  | 371  | 414  | 422  |

## Sehenswürdigkeiten

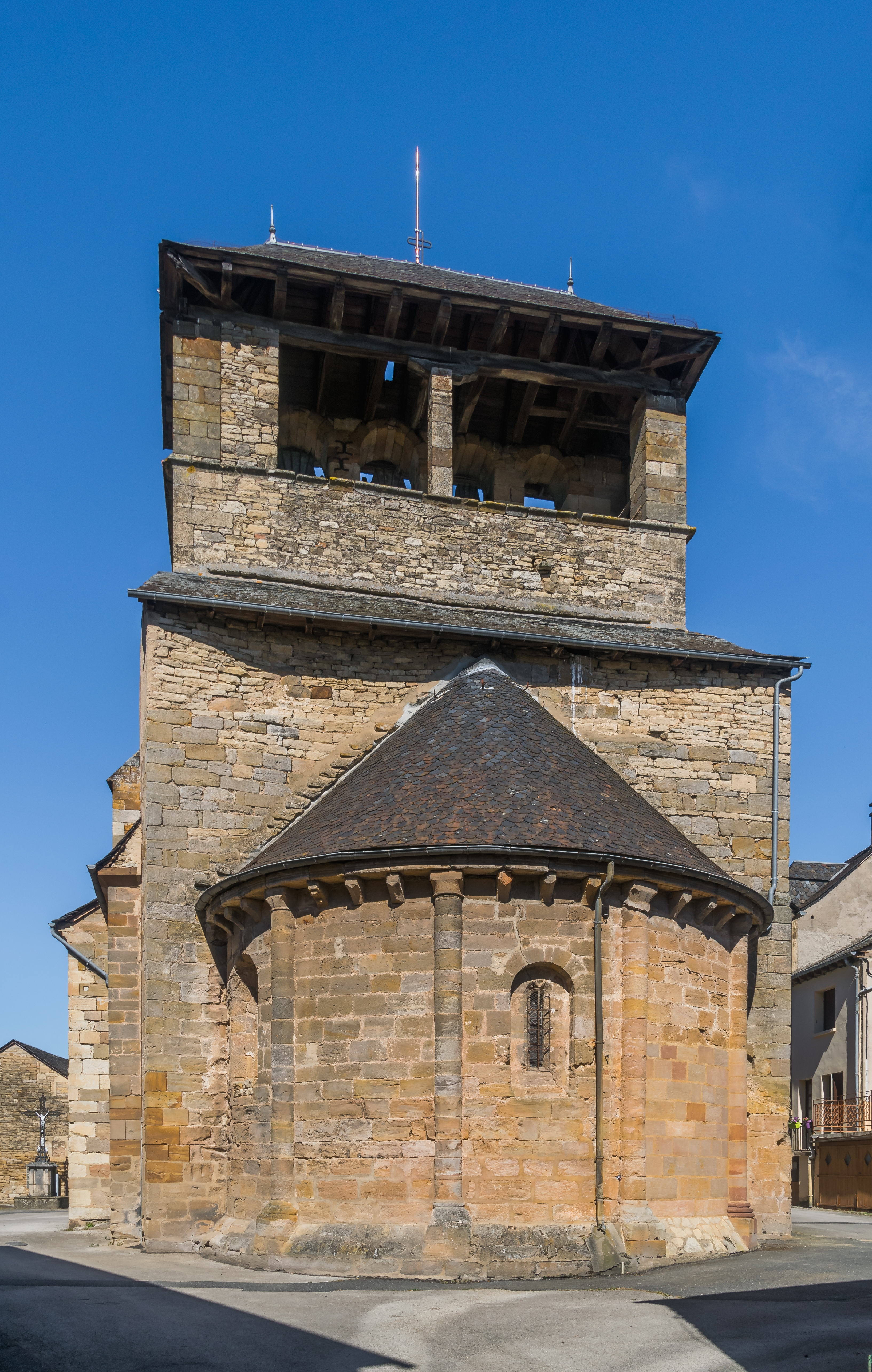
Kirche Saint-Laurent

- Schloss Caylaret
- Kirche Saint-Laurent